# Eksperimentalplade
En eksperimentalplade eller bedre kendt under øgenavnet fumlebræt, på engelsk kaldet breadboard, er en konstruktionsbase til at lave prototyper af elektroniske kredsløb. Termen anvendes mest til at referere til lodningsløse eksperimentalplader.
Fordi den lodningsløse eksperimental-plade ikke behøver lodning, kan pladen og komponenter genanvendes. Dette gør det let at konstruere midlertidige prototyper og eksperimentere med kredsløbsdesign. Ældre fumlebrædder havde ikke denne egenskab. Et modulprint eller hulprint (eng. stripboard, produktnavn veroboard) og lignende prototype printplader, anvendes til at konstruere permanente loddede prototyper, som er svære at genanvende. En mangfoldighed af elektroniksystemer kan konstrueres som prototyper ved at anvende fumlebrædder, fra små analoge og digitale kredsløb til komplette diskret opbyggede CPUer.

## Evolution
I de tidlige radiodage, sømmede eller skruede amatører rå kobbertråd eller loddelister fast til et træbræt (ofte et skærebræt for brød), kaldet et sømbræt, når søm anvendes og man loddede elektronikkomponenter til dem.
Nogle gange blev et kredsløbsdiagram fastgjort på brættet for at vise hvor terminalerne skulle placeres, så blev komponenter og ledninger monteret over deres symboler på diagrammet. Anvendelse af tegnestifter eller små søm som forankring var også almindelig.
Eksperimentalplader er blevet videreudviklet over tid og termen anvendes nu for alle mulige forskellige prototype elektronik enheder. For eksempel, US Patent 3.145.483,
ansøgt i 1961 og patent givet i 1964, beskriver en eksperimentalplade med monterede fjedre og andre facilitier. US Patent 3.496.419, ansøgt i 1967 og patent givet i 1970, refererer til en speciel printplade design som en Printed Circuit Breadboard. Begge eksempler refererer til og beskriver andre typer af eksperimentalplader som tidligere typer.
Den eksperimentalplade der er mest almindelig i dag konstrueres af hvidt plast og er lodningsløs grundet klemmeterminalerne. Den lodningsløse eksperimentalplade blev designet af Ronald J Portugal fra EI Instruments Inc. i 1971.

### Alternativer
Alternative metoder til at skabe prototyper er punkt-to-punkt konstruktion, varianter af de oprindelige eksperimentalplader, wire-wrap, wiring pencil - og printplader som hulprint. Komplicerede systemer, såsom moderne computere består af millioner af transistorer, dioder, og resistorer, kan ikke konstrueres med eksperimentalplader, da deres komplekse design kan være vanskelig at udlægge og afluse på en eksperimentalplade. Moderne kredsløb design er udvikles for det meste med et computerprogram som anvendes til at simulere og teste kredsløbet før det første prototype kredsløb bygges på en printplade. Integrerede kredsløbsdesign er en mere ekstrem version af samme proces; da det er dyrt at konstruere prototype integrerede kredsløb i silicium mikrochips, foretages omfattende softwaresimulationer før fabrikering af de første prototyper. Prototype teknikker anvendes stadig ved nogle designs såsom radiofrekvens kredsløb, eller hvor software modeller af komponenterne er unøjagtige eller ufuldstændige.

## Lodningsløse eksperimentalplader

### Typiske specifikationer
Moderne lodningsløse eksperimentalplader består af en perforeret stykke plast med talrige fortinnede fosforbronze eller nikkelsølv klemmeterminaler under perforeringerne. Antallet af klemmeterminaler angives ofte for eksperimentalpladen.
Afstanden mellem klemmeterminalerne er typisk 0,1" (2,54 mm). Integrerede kredsløb (ICere) i dual in-line huse (DIPs) kan isættes i midterlinjen. Ønskede tværgående forbindelsesledninger og diskrete komponenters ben (såsom kondensatorers, resistorers og spolers) ben kan isættes i de tilbageværende frie klemmeterminaler til at fuldende kredsløbet. Når ICere ikke anvendes, kan diskrete komponenter og forbindelsesledninger anvendes i alle huller. Typisk er klemmeterminalerne opgivet til at kunne tåle 1 ampere ved 5 volt - og 0,333 ampere ved 15 volt (5 watt).

### Bus- og terminal-linjer
Lodningsløse eksperimentalplader er tilgængelig fra adskillige producenter, men de fleste har samme grundlæggede design. Et typisk lodningsløs eksperimentalplade er konstrueret af to områdetyper kaldet strips. Strips består af tværgående elektriske terminaler.
- Terminal strips; hovedområdet hvor de fleste komponenter sættes.
- Mellem terminal stripsene er en gennemgående plastnot med en bredde der passer til DIL IC-huse med 0,3" mellem de to benrækker (typisk 6, 8, 14 eller 16 benede).
- En bus strip som sædvanligvis har to lederlinjer; én for nul og én for en forsyningsspænding. Nogle eksperimentalplader har kun én lederlinjer på hver side af terminal stripsene. Typisk er lederlinjer beregnet til forsyningsspændingen markeret med en rød linje, mens lederlinjen til nul er markeret med blå eller sort. Nogle producenter forbinder alle klemmeterminalerne i en bus strip - andre forbinder f.eks. i grupper af 25 klemmeterminaler. Det sidste design yder en kredsløbsdesigner med lidt mere kontrol over krydstale (induktivt koblet støj) på forsyningsbussen. Ofte indikeres bus strip afbrydelser med gab i farvemarkeringen.

I mere robust eksperimentalpladevarianter, monteres stripsene på en mekanisk robust metalplade. Typisk sidder der også stikterminaler på metalpladen som kan forbindes til eksperimentalpladen.

### Lodningsløs eksperimentalplade set indefra
Følgende illustrationer viser en bus strip indefra.

## Galleri
- En lodningsløs eksperimentalplade med et komplet kredsløb.
- En binær tæller på en lodningsløs eksperimentalplade.
- Logisk 4-bits aditionskredsløb hvor summen vises med lysdioder på en typisk lodningsløs eksperimentalplade.